# Киселева балка

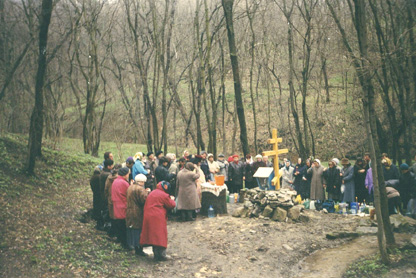
Проща, 2000 рік

Ки́селева ба́лка (рос. Киселева балка) — заповідне урочище, що розташоване між селами Чугинкою і Красним Деркулом Станично-Луганського району Луганської області. Особливо шановане православними місце Луганській єпархії Української православної церкви.

## Історія
За народними переказами, перше зцілення у Киселевій балці сталося над сліпонародженим хлопчиком у 1720 році.
На початку 1920-х років, як йдеться в іншому народному переказі, коло дерева «П'яти братів» біля джерела з'явилася Божа Матір, після чого на цьому місці немічні стали отримувати зцілення.
Розповідь про Киселеву балку, як святе місце, віряни доповнюють сюжетом про існування її повного антипода. Згідно з їхніми уявленнями, у балці люди очищуються від хвороб і демонів, які однак не зникають повністю, а оселяються десь поблизу, чигаючи на нові жертви. До недавнього часу цим місцем був хутір, розташований неподалік. Розповідають, що у ньому відбувалися моторошні події. Спочатку мор знищив усю худобу. Потім болячки задавили тих його мешканців, які виявилися духовно слабкими. А інші селяни змушені були утекти звідти. Урешті-решт, хутір, який просто таки кишів бісами, повністю вимер.
Як розповідають віряни, у 1943 році неподалік від балки червоноармійці випасали коней. Раптом уночі все небо і ліс осяяло якесь світло. Солдати, що до того не вірили у Бога, побачили Богородицю і ошелешено дивилися як вона пливла над землею, аж поки один з них не запитав її: «Як нам спастися?» І почули відповідь: «Хворобами і скорботами».

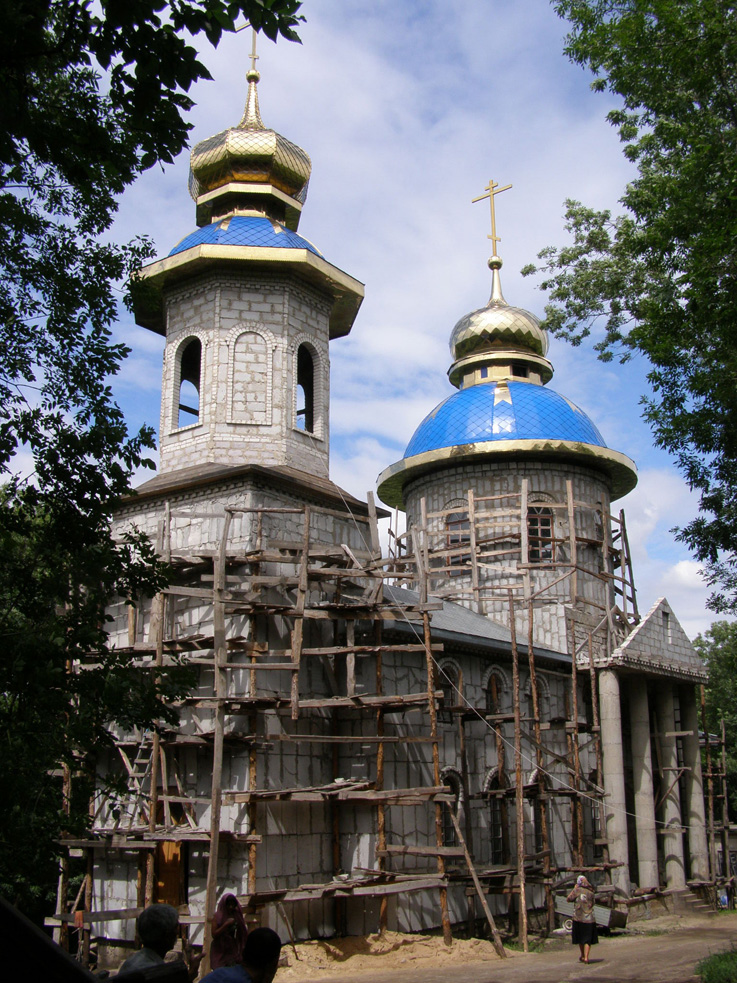
Будівництво церкви в Киселевій балці

У травні 1924 року вістка про чудеса у Киселевій балці облетіла всю округу, і сюди почали сходитися віруючі з Луганська, а також з населених пунктів Біловодського, Станично-Луганського та інших районів. Щоденно джерело відвідувало близько двох тисяч осіб. Як повідомляла луганська окружна комісія з обстеження Киселевої балки, у дерева «П'яти братів» священиками постійно відправлялися молебні і співались акафісти Божій Матері. Паломництво було припинено у 1930-ті роки і знову відродилося у період німецької окупації.
Після війни богомольці приходили до джерела по одному або невеликими групами по 10-30 осіб. 20 вересня, напередодні престольного свята церкви Різдва Богородиці с. Красного Деркула, у цей край сходилось до двох тисяч паломників з різних населених пунктів Ворошиловградської і Ростовської областей. Святе джерело і місце явлення Божої Матері притягували чернецтво РПЦ та ІПЦ. Парафії, розташовані в цій місцевості, поступово займали священики-ченці.
З другої половини 1950-х років масового паломництва у Киселеву балку не спостерігалося. Щоби установити контроль за прочанами, балка була перетворена на заповідну зону. А лісників зобов'язали доповідати про паломників і по можливості розганяти їх.

## Благовіщенська церква
Прощі відродилися у 1990-х роках, а 22 листопада 1999 року була заснована парафія. У лютому 2000 року тут у будівельному вагончику оселилося кілька послушників, які мали покласти початок Благовіщенському скиту. Але проти заснування скиту деякий час виступали деякі чиновники, оскільки це, на їхню думку, могло завдати шкоди заповідній зоні. Проте все ж таки суворі аскетичні умови виявилися непосильними для перших послушників і вони залишили скит.
У 2001 році розпочалося спорудження кам'яного храму в ім'я Благовіщення Богородиці. Основні будівельні роботи завершені до 2010 року.
До балки регулярно організовуються паломницькі поїздки.

## Диво Луганщини
У лютому 2010 року місцевий телеканал ЛОТ започаткував проєкт «Дива Луганщини» Киселева балка опинилась серед 12 фіналістів конкурсу..